# Rio Detroit
O rio Detroit (em inglês:  Detroit River), localizado na América do Norte, tem uma extensão de 45 km e é um importante marco de referência na divisa territorial entre os Estados Unidos e o Canadá, pertencendo ao sistema dos Grandes Lagos.  O seu nome vem do francês Rivière du Détroit, ou seja, «rio do Estreito». O nome refere-se ao facto de o rio ligar o lago Saint Clair ao lago Erie, embora não seja por definição um estreito mas sim um efluente do lago Saint Clair.
Este rio é uma importante rota de navegação das cidades de Detroit (no lado americano) e Windsor (no lado canadense). Neste ponto se destacam a ponte suspensa Ambassador Bridge e o Detroit–Windsor Tunnel (túnel rodoviário submerso). O rio Detroit é uma importante artéria de transporte, bem como lugar de recreio para aficionados de embarcações.

## Geografia
Nos Estados Unidos banha as cidades de Detroit, Grosse Pointe Park, River Rouge, Ecorse, Wyandotte, Riverview, Trenton, Grosse Ile, Gibraltar. No Canadá banha Tecumseh, Windsor, La Salle e Amherstburg.

### Afluentes
Embora seja fundamentalmente um efluente de um lago, o rio Detroit tem vários afluentes próprios que drenam cerca de 2000 km². Estes incluem o rio Rouge, o rio Ecorse, o ribeiro Conner e o ribeiro Marsh nos Estados Unidos, e o ribeiro Turkey, o rio Little e o rio Canard no Canadá.

### Ilhas
Entre as ilhas do rio Detroit estão a ilha Peche, ilha Belle, ilha Zug, ilha Fighting, ilha Turkey, ilha Grassy, ilha Grosse e a ilha Bois Blanc (também conhecida como ilha Boblo). As ilhas do rio Detroit inferior fazem parte da Reserva Natural Internacional do rio Detroit que é a única reserva de fauna internacional na América do Norte. A reserva tem ilhas, estuários, pântanos, bancos de areia e zonas ribeirinhas ao longo de 77 km do rio Detroit e da costa ocidental do lago Erie.

### Altitude
O rio desce apenas 1 m desde os 175 m do lago St. Clair aos 174 m do lago Erie.